# Kleine tanglibel
De kleine tanglibel (Onychogomphus forcipatus) is een echte libel uit de familie van de rombouten (Gomphidae). Het is een in Nederland zeer zeldzame soort, die voorkomt bij snel stromende beken en bovenlopen van rivieren met grindbanken.
De wetenschappelijke naam van de soort werd in 1758 als Libellula forcipata gepubliceerd door Carl Linnaeus.

## Kenmerken
De kleine tanglibel heeft een geel borststuk met een warrige tekening van golvende zwarte strepen. Het achterlijf is zwart met een reeks ingesnoerde gele vlekken op de rug (in bovenaanzicht). De ogen zijn groen, met daartussen twee gele dwarsstreepjes. Mannetjes hebben een kenmerkende achterlijfsvorm door verbreding van segmenten 7–10, in combinatie met karakteristieke, tangvormig naar elkaar toegebogen achterlijfsaanhangselen. De gele vlekken aan de bovenzijde van het achterlijf nemen gewoonlijk ongeveer de helft van de segmentlengte in, maar bij donkere exemplaren kan de lichte tekening grijzig van kleur zijn. Bij vrouwtje zijn de gele achterlijfsvlekken breed en nemen ongeveer driekwart van de segmentlengte in. Verder hebben vrouwtjes een breder postuur, zonder verbreding van het achterlijf en zonder opvallend gevormde achterlijfsaanhangselen. De lichaamslengte van volwassen dieren ligt tussen 50 en 53 millimeter.
De larve is vrij klein voor een rombout (22–26 mm lang) met zwak ontwikkelde relatief vlakke rugknobbels en met een zijdoorn op segment 6.

## Vliegtijd
De vliegtijd van de kleine tanglibel is van begin juni tot begin september, met de hoogste aantallen van begin juli tot half augustus.

## Gedrag en voortplanting
De larven leven ingegraven in de bodem van een beek of rivier, op plaatsen waar zand en grind is afgezet. Ze overwinteren meestal drie keer, soms tot vijf keer, in de dieper gelegen delen van de wateren waarin ze leven. Het uitsluipen gebeurt van begin juni tot in augustus, maar vooral in juli. Jonge imago's kunnen ver van het water wegvliegen. Volwassen mannetjes zijn vaak op stenen of uitstekende takken langs de waterkant te vinden. Ze hebben hierbij vaak een zeer karakteristieke houding: het achterlijf wordt schuin omhoog gehouden, met het verbrede uiteinde van het achterlijf weer horizontaal boven de grond. De grote, tangvormige achterlijfsaanhangselen vallen hierdoor extra op. Vanaf hun uitkijkpost maken de mannetjes korte vluchten over het water om ander libellen te verjagen of om achter vrouwtjes aan te gaan. De eitjes worden vliegend in klompjes afgezet op het wateroppervlak.

## Habitat
De habitat van de kleine tanglibel bestaat uit zonnige en stenige beken en rivieren. In het buitenland komt de soort soms ook voor in de branding van grote meren. Essentieel zijn kale, stenige strandjes met grind of steenpuin, of oevers die deels overstroomd worden. De waterlopen zijn (deels) onbeschaduwd en niet sterk begroeid; beschaduwde delen van de oever zijn ongeschikt.

## Verspreidingsgebied
Het verspreidingsgebied van de kleine tanglibel loopt oostelijk tot aan de Oeral en zuidelijk tot in Noord-Afrika. De soort komt voor in een groot deel van Europa, inclusief het zuiden van Scandinavië, maar ontbreekt in Groot-Brittannië en Ierland. In Zuid-Europa is de soort algemeen, naar het noorden toe komt hij meer lokaal voor. In Nederland wordt de kleine tanglibel alleen af en toe langs de Roer in Limburg gezien. Mogelijk vestigt de soort zich in de toekomst ook weer langs de Maas en langs andere beken in Limburg.

## Verwante en gelijkende soorten
Verwarring is mogelijk met andere rombouten, inclusief de gaffellibel (Ophiogomphus cecilia) en in Zuid-Europa ook de grote tanglibel (Onychogomphus uncatus). Andere rombouten hebben gele lengtestreepjes op het midden van de achterlijfssegmenten (die bijna een doorlopende gele streep vormen), in plaats van ingesnoerde vlekken (de gaffellibel uitgezonderd). De borststuktekening is bij andere rombouten anders en minder 'druk'. De tangvormige achterlijfsaanhangselen van de mannetjes kleine tanglibel sluiten verwarring met elke andere soort in Nederland uit. In Zuid-Europa komt de ondersoort unguiculatus van de kleine tanglibel voor, die sterk lijkt op de eveneens in Zuid-Europa voorkomende grote tanglibel. Onderscheid kan dan worden gemaakt op basis van het aantal gele streepjes tussen de ogen (een of twee) en details in de borststuktekening en de vorm van de achterlijfsaanhangselen.
In het larvestadium is verwarring mogelijk met de grote tanglibel, maar deze heeft geen zijdoorn op segment 6 en de knobbels en doornen op de rug zijn iets groter (deze soort komt in Nederland niet voor). Verder is er enige gelijkenis met de gaffellibel die ook geen zijdoorn heeft op segment 6, maar de gaffellibel is groter en breder en de rugknobbels ontbreken.

## Bedreigingen en bescherming
De soort staat op de Rode Lijst van de IUCN als niet bedreigd, beoordelingsjaar 2013; de trend van de populatie is volgens de IUCN stabiel. De kleine tanglibel kwam nog niet voor op de Nederlandse Rode Lijst (2004), maar op de lijst van 2015 geldt de soort als gevoelig. Op de Belgische Rode Lijst (1998) geldt de kleine tanglibel als uitgestorven in Vlaanderen.

## Synoniemen
- Libellula viridicincta Retzius, 1783
- Libellula unguiculata Vander Linden, 1820
- Aeschna hamata Charpentier, 1825
- Gomphus siculus Selys, 1858
- Gomphus forcipatus meridionalis Stein, 1863[5]
- Ophiogomphus consobrinus Kolbe, 1885
- Ophiogomphus socialis Kolbe, 1885
- Onychogomphus forcipatus albotibialis Schmidt, 1954
- Onychogomphus forcipatus cypricus Schmidt, 1954
- Onychogomphus forcipatus lucidostriatus Schmidt, 1954

## Afbeeldingen

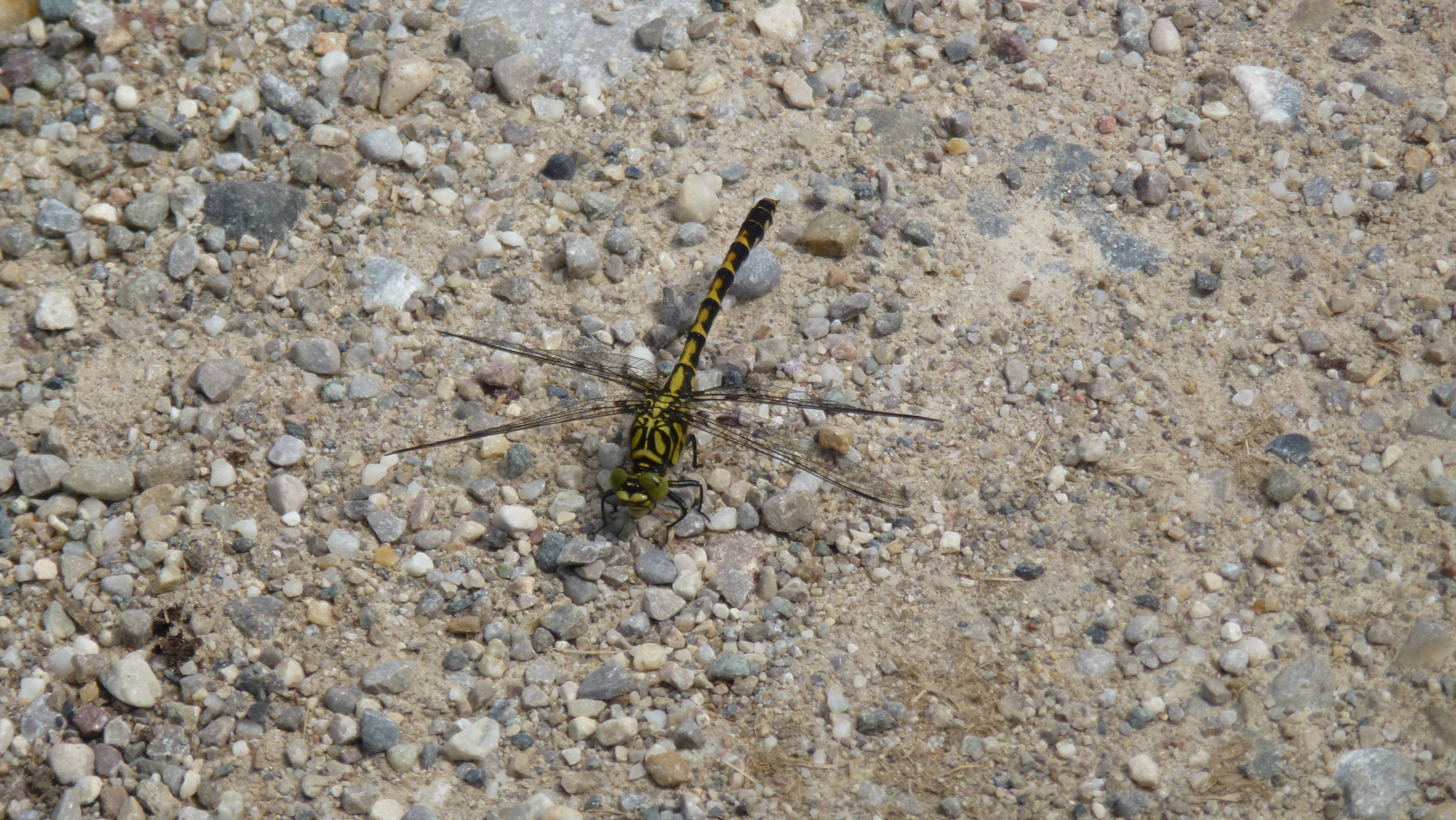
vrouwtje
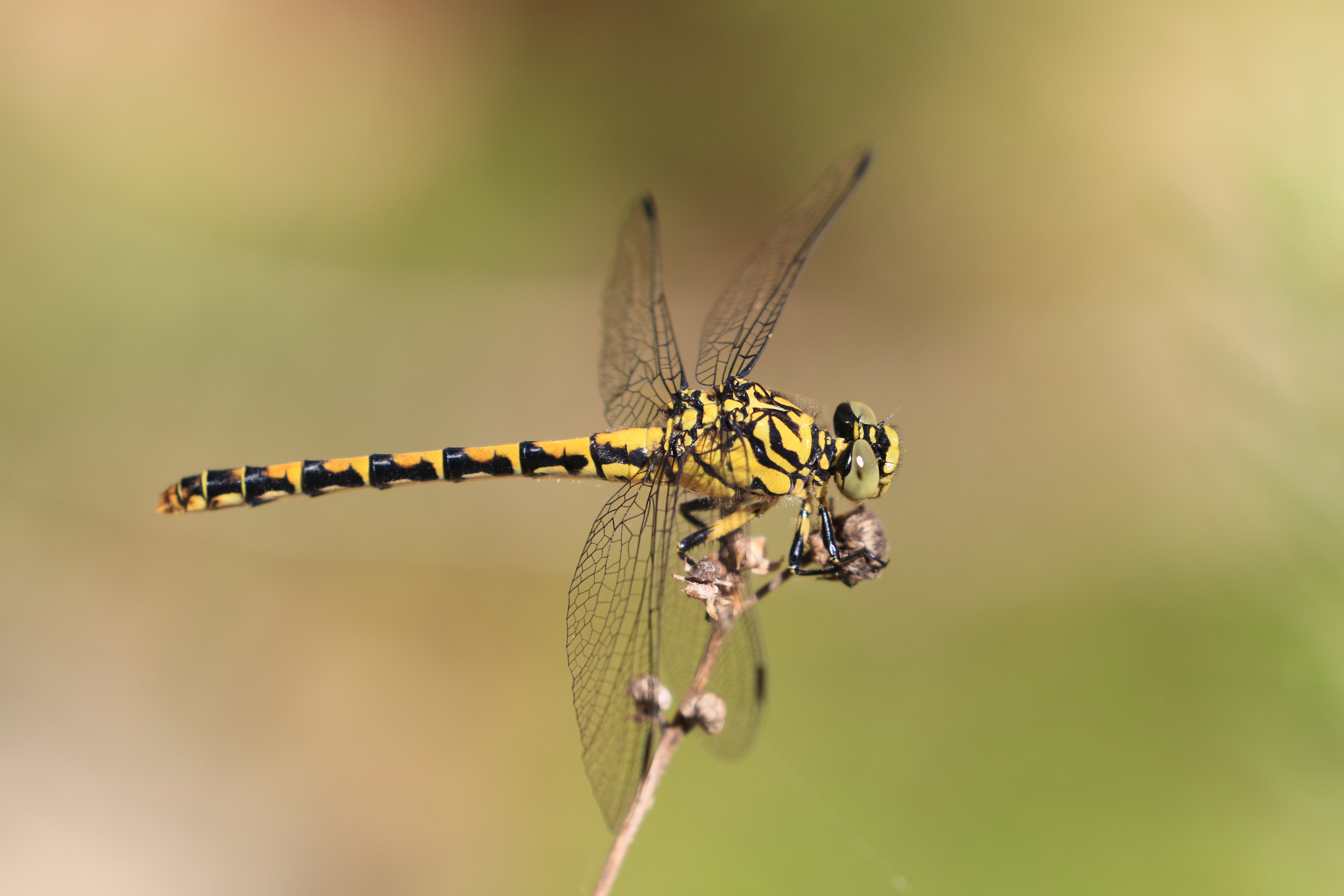
vrouwtje
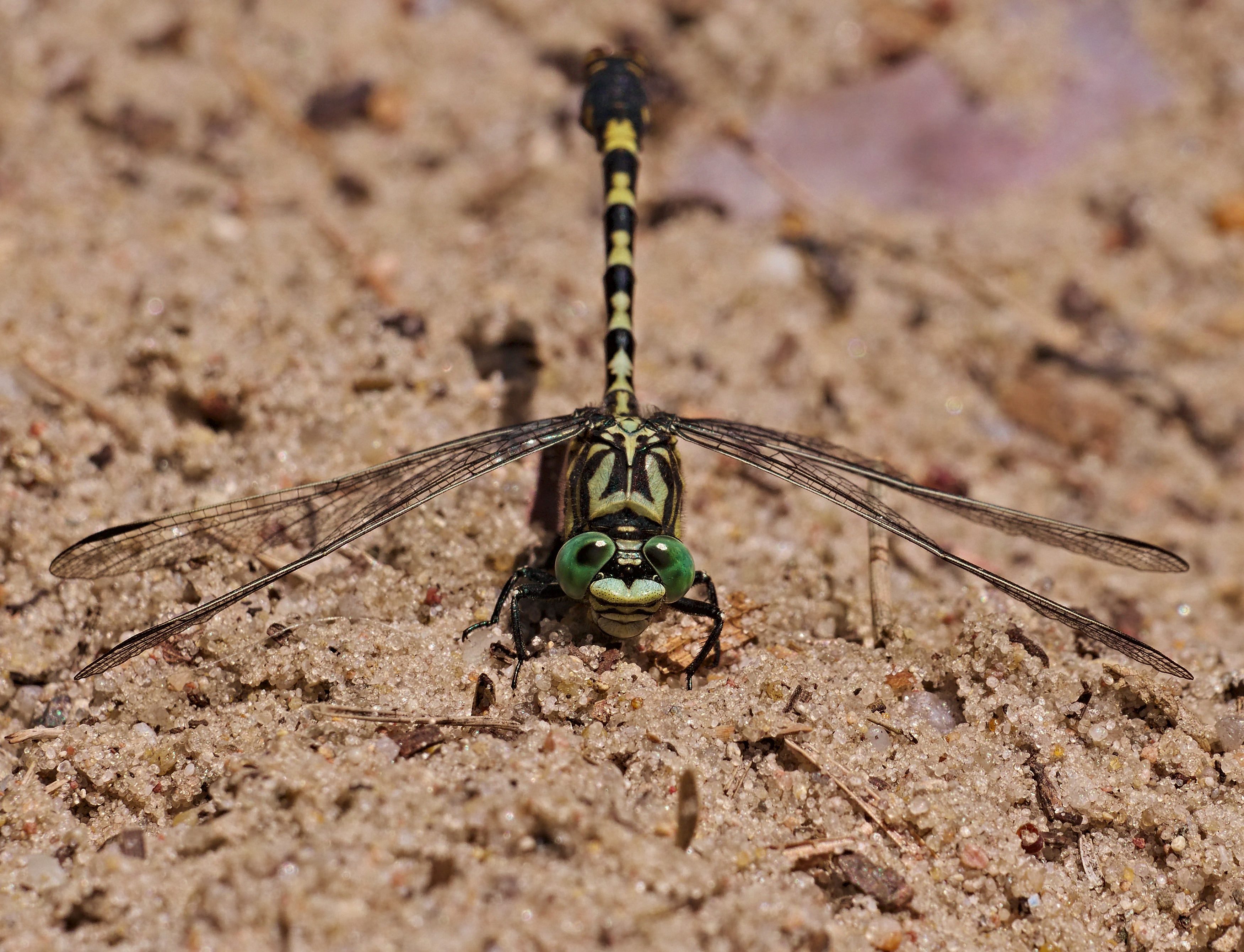
mannetje
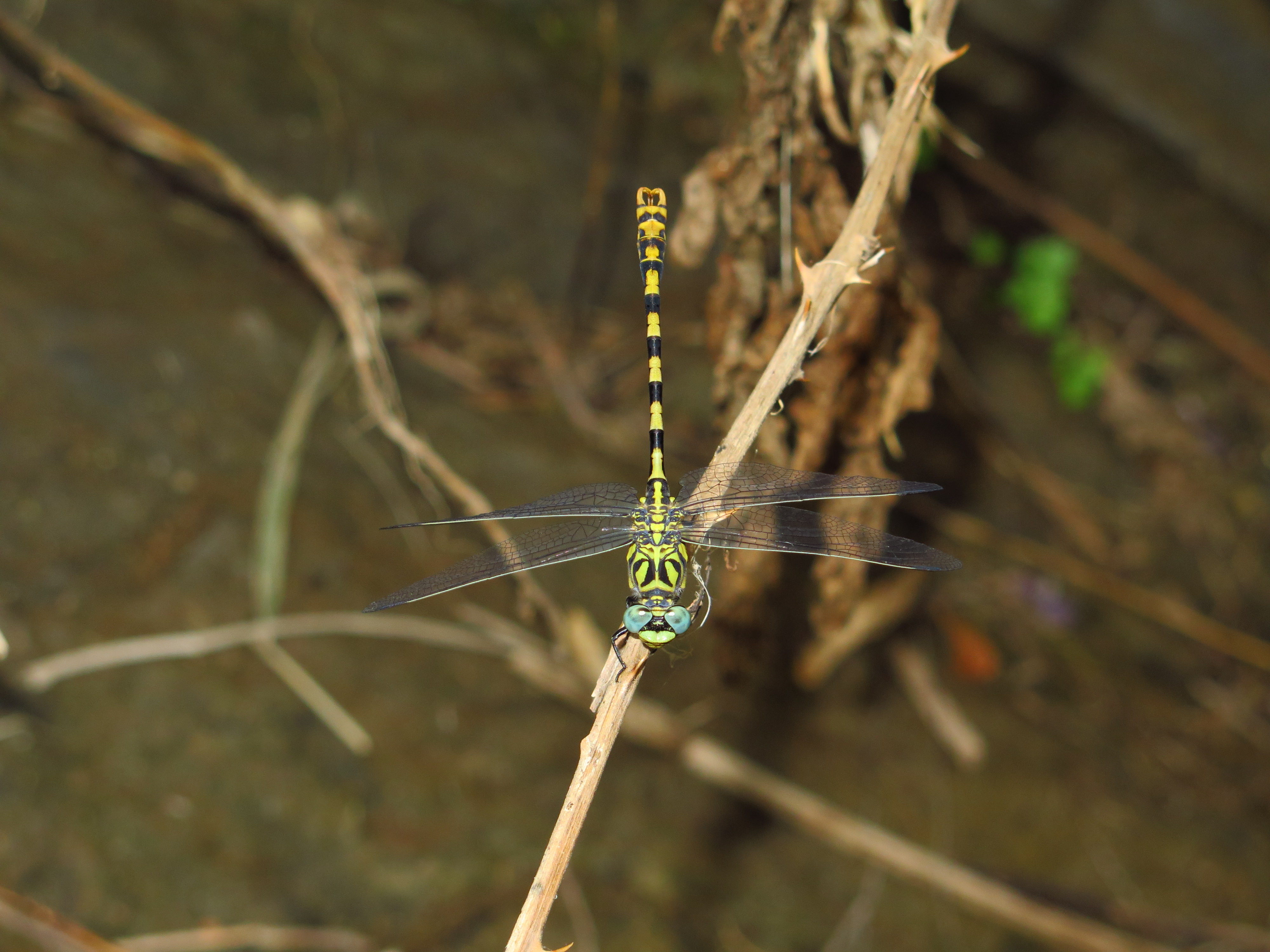
mannetje
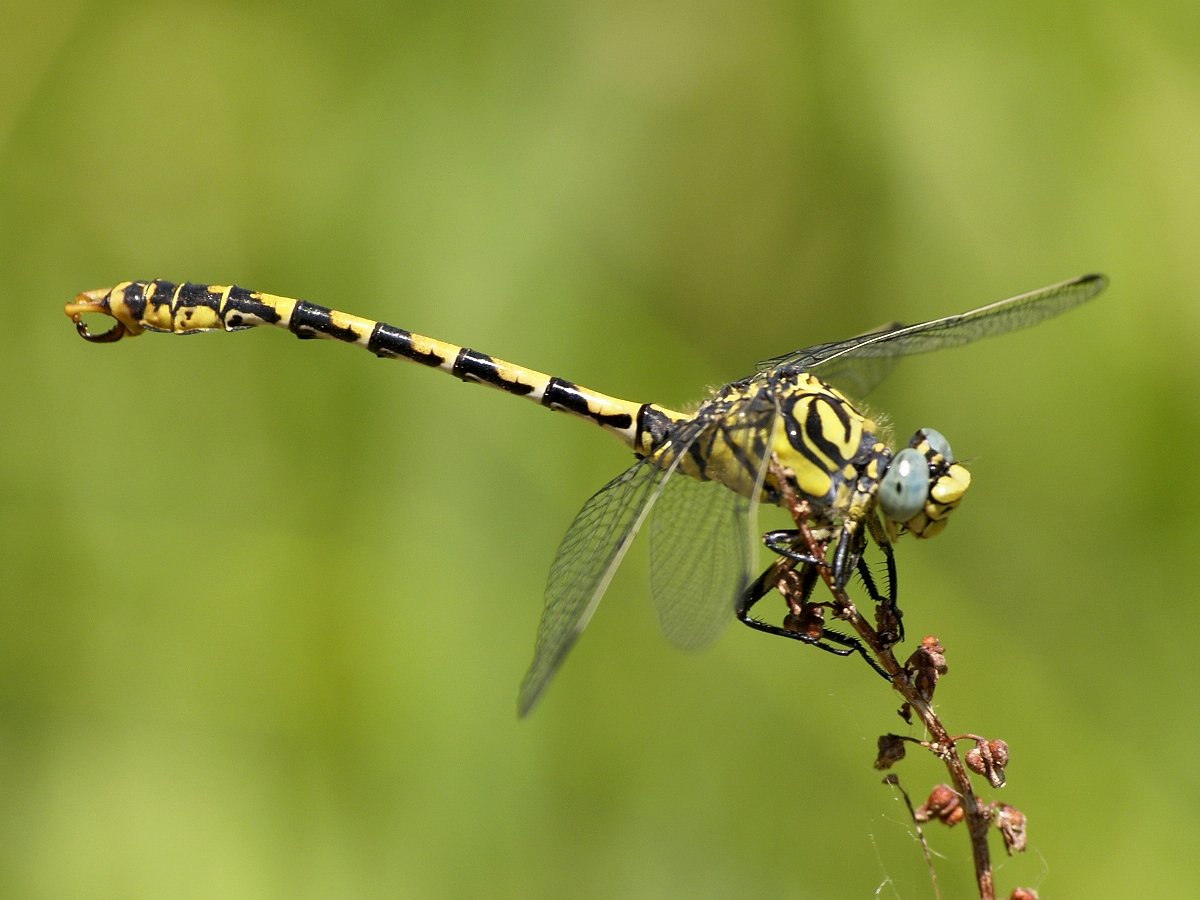
mannetje
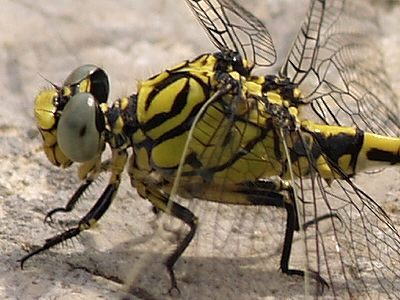
detail borststuk
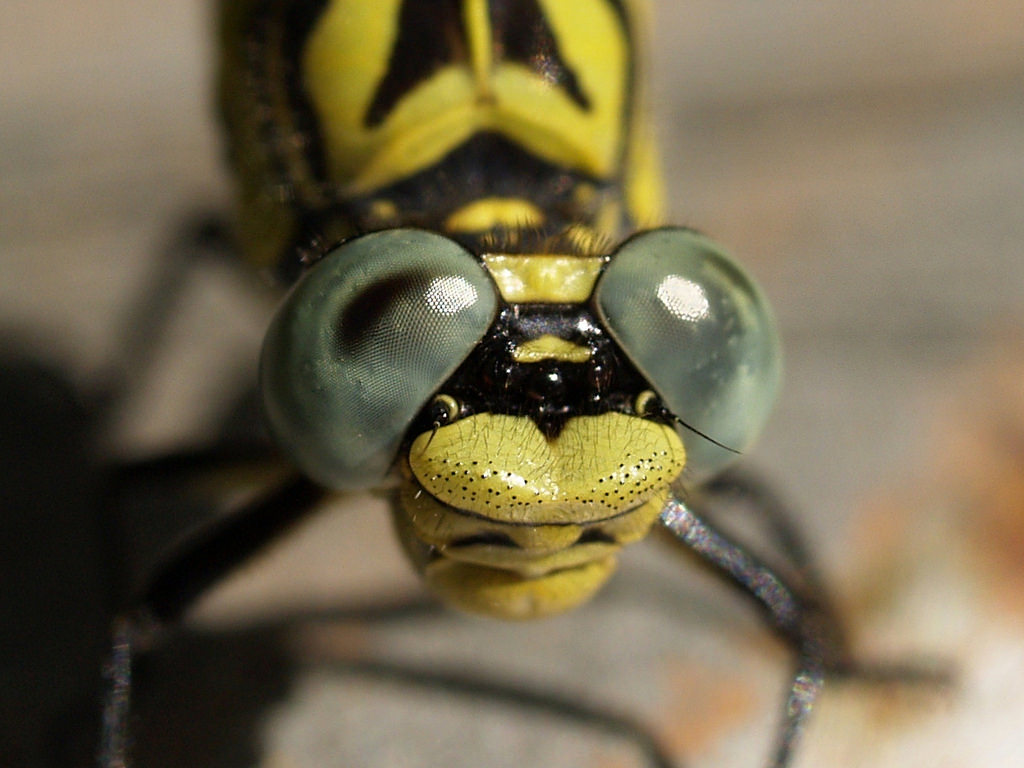
detail kop